# Klystroda

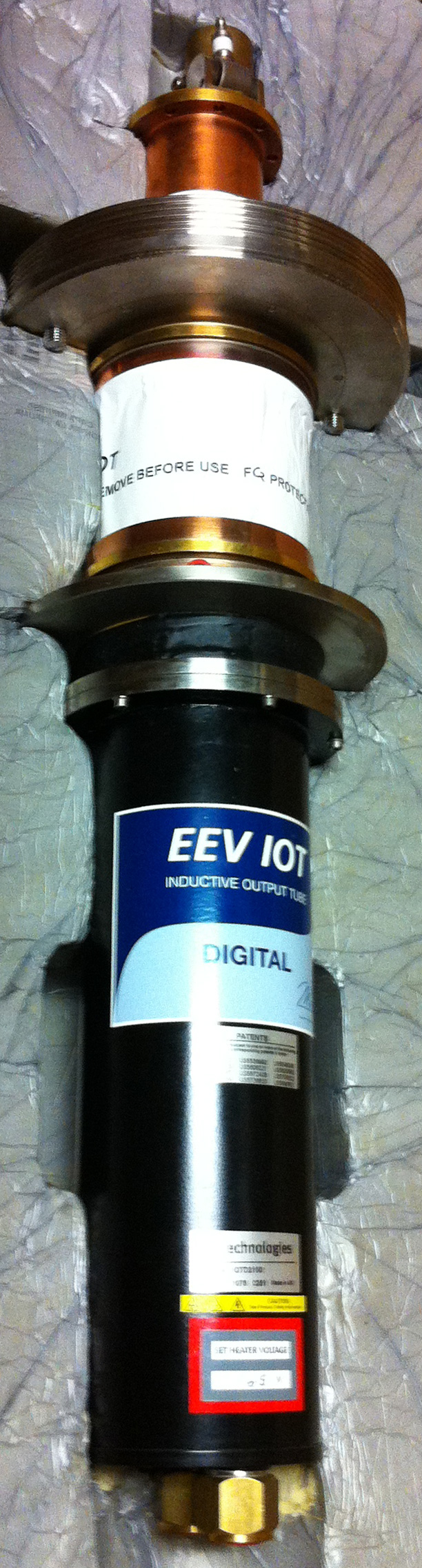
IOT

Klystroda (v zahraniční literatuře také IOT – inductive output tube) je typ vysokovýkonové elektronky (lineárního koncového stupně) používané na konečné zesilování radiových vln o vysoké frekvenci (v řádu stovek MHz až jednotek GHz), například pro zesilování výstupního signálu na vysílačích radiových vln. Při pulzním provozu dosahují klystrody běžně výkonu v řádu MW, ovšem v tomto pracovním módu se používají velmi vzácně. Mnohem častější je mód kontinuální, kdy dokáží dlouhodobě pracovat na výkonech od desítek po stovky kW. Jelikož tyto komponenty dosahují běžně masivních výkonů, i přes jejich vysokou účinnost se na kolektoru, jež je neustále bombardován proudem elektronů uvolňuje veliké množství odpadního tepla. Proto se pro klystrody nejčastěji používá chlazení kapalinou (voda či směs vody a glykolu). U velmi výkonných klystrod je potřeba chladit i anodu. Pracovní napětí na anodě se pohybuje v řádech desítek kV.

## Zjednodušený princip funkce
Klystroda se skládá z katody, anodové síťky a kolektoru. Jako v každé elektronce je i v klystrodě hluboké vakuum. Po přivedení vysokého záporného potenciálu na katodu se z této začínají uvolňovat elektrony, jež jsou prudce akcelerovány k anodové síťce a kolektoru, jež má vůči katodě potenciál téměř jako kdyby byl uzemněn. Na anodovou síťku je přiveden signál, jež má být zesílen. Podle potenciálu na síťce se mění velmi mírně síla urychlující elektrony a tím jejich rychlost, ale hlavně se mění intenzita proudu elektronů, jako v klasické triodě. Právě tento rozdíl dělá z klystrody účinnější zesilovací koncový stupeň než je klystron. Poté, co elektrony dosáhnou kolektoru, je paprsek rozptýlen a plně kolektorem pohlcen. Ke kolektoru je pak připojen výstup, z nějž je odebírán zesílený signál.
V klystrodě pracuje s vysokým napětím za velmi nízkého tlaku, a tedy hrozí možnost zapálení oblouku vevnitř klystrody. Proto jsou ve vysokonapěťové infrastruktuře napájení klystrody zařazeny ochranné prvky, jež při prudkém nárůstu katodového proudu zapálí oblouk v ochranném jiskřišti a tím způsobí ztrátu proudu v oblouku v klystrodě, jež okamžitě zanikne.